# Matalasaari (ö i Lappland, Norra Lappland, lat 68,08, long 26,73)
Matalasaari är en ö i Finland.   Den ligger i den ekonomiska regionen Norra Lappland och landskapet Lappland, i den norra delen av landet, 900 km norr om huvudstaden Helsingfors.